# امسک ۳۴۰۶
سیارک ۳۴۰۶ (به انگلیسی: 3406 Omsk، نامگذاری:1969DA) سه هزار و چهارصد و ششمین سیارک کشف شده‌است که در ۲۱ فوریه ۱۹۶۹ کشف شد.
قدر مطلق سیارک برابر ۱۱٫۳۰ است.